# Nama californicum
Nama californicum là loài thực vật có hoa trong họ Mồ hôi. Loài này được J. Bacon mô tả khoa học đầu tiên.